# Selfiepinne

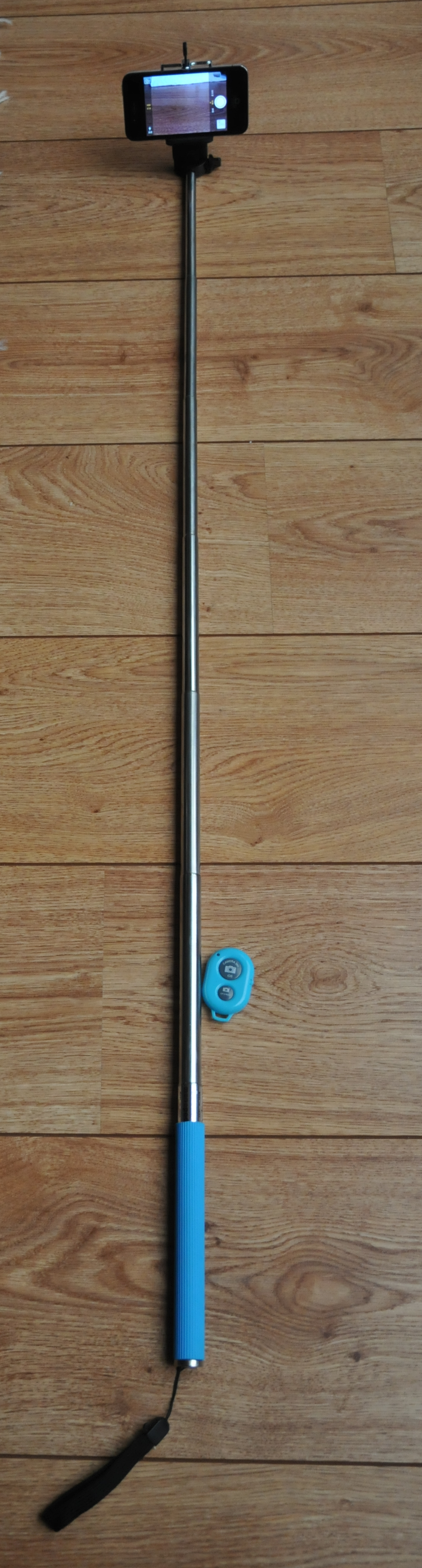
En utfälld selfiepinne med en smartphone.

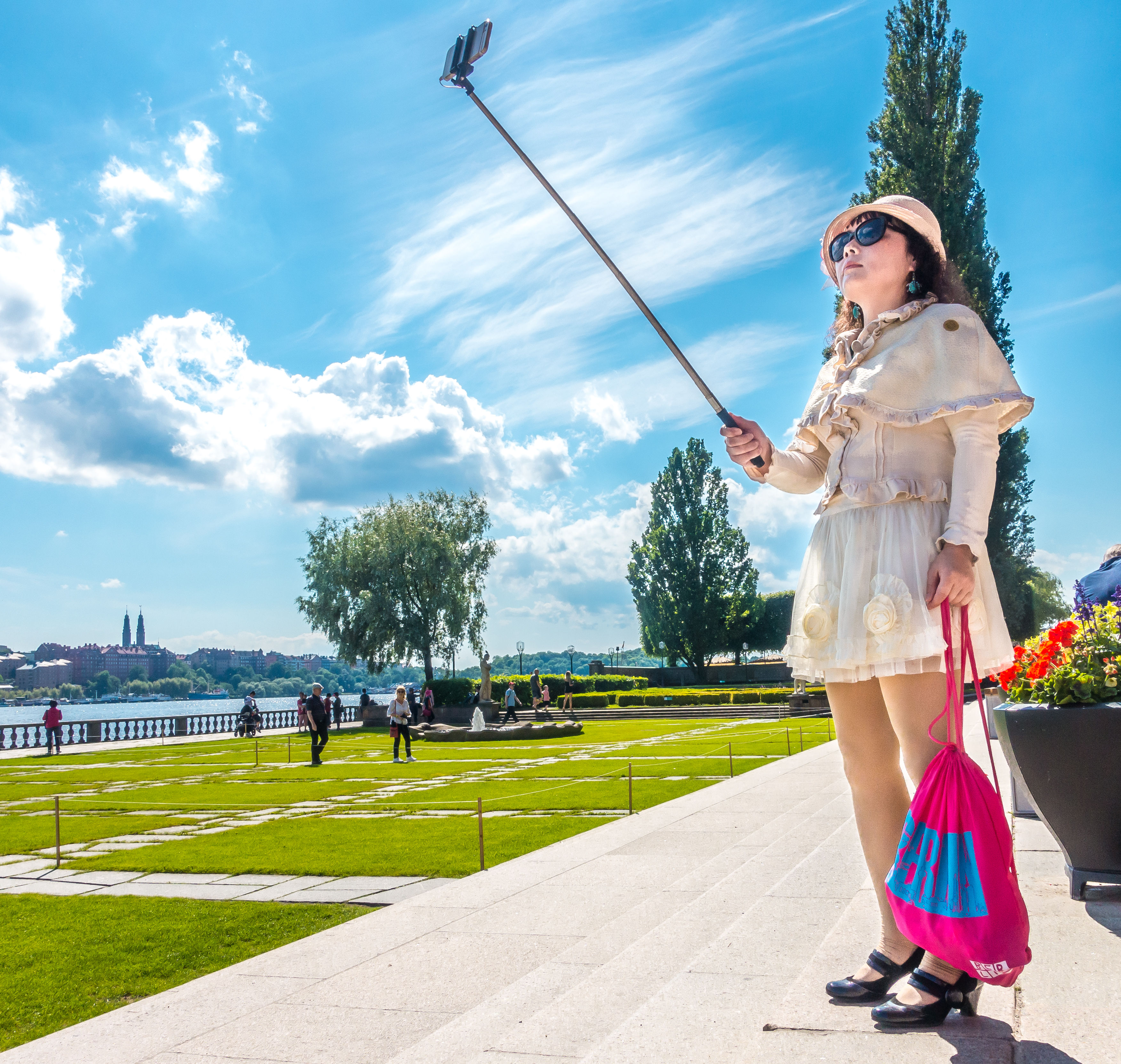
Turist med selfiepinne i Stadshusets trädgård i Stockholm 2016.

Selfiepinne är en monopod som används som hjälpmedel för att ta fotografiska självporträtt, så kallade selfies, ofta med en smarttelefon. 
Selfiepinnen är oftast utdragbar, och innehåller ibland en bluetooth-koppling som gör att man kan använda en avtryckare nära handtaget till telefonen eller kameran.
Den "moderna" selfiepinnen har funnits tillgänglig sedan tidigt 2010-tal och fick ett stort genombrott 2014. Monopoder med liknande funktion har dock funnits sedan 1980-talet. Tidskriften Time listade selfiepinnen som en av 2014 års bästa uppfinningar.
Dessförinnan kunde stavar och pinnar användas som fjärravtryckare, vilket förekommit åtminstone sedan omkring år 1925. I den svenska långfilmen En kärlekshistoria demonstreras hur en vanlig pinne kunde användas som avtryckare.
Vissa museum, konstgallerier och arenor har förbjudit användande av selfiepinnar som en säkerhetsåtgärd eller för att den blir en distraktion för besökare.